# Fortezza di Salses
La Fortezza di Salses è una fortezza francese a Salses-le-Château, presso Perpignano nella regione storica del Rossiglione. Fu costruita per il volere del re di Spagna Ferdinando II d'Aragona tra il 1497 e il 1504, e rimodernata nel 1691 da Vauban

## Descrizione

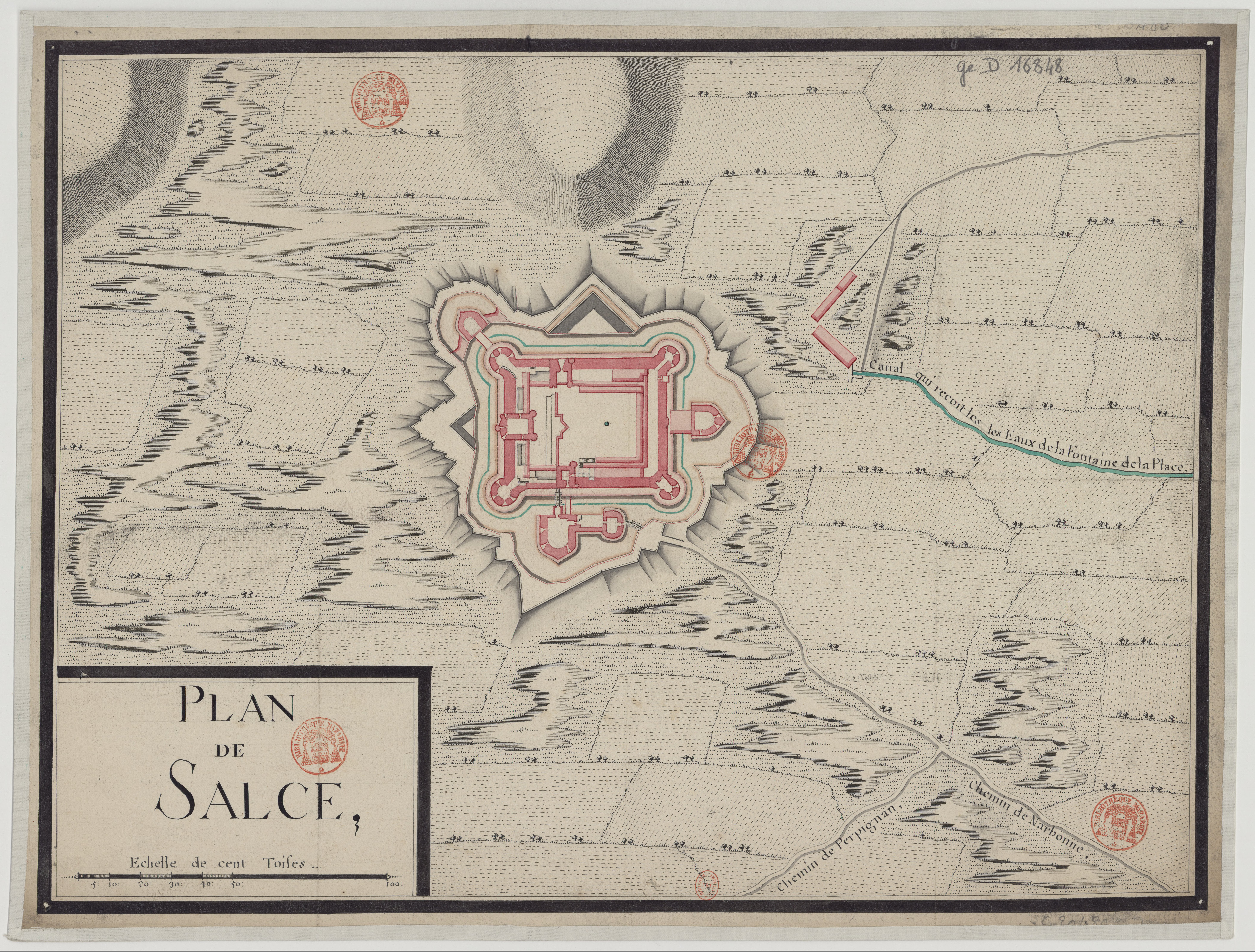
Planimetria del Fort de Salce (Salses) (1725)

La sua planimetria (un rettangolo di 115 m di lunghezza e 90 m di larghezza) e la sua architettura di fortificazione semi interrata a tiro radente furono rivoluzionarie per l'epoca, presentando un raro esempio di transizione dal castello medievale alle fortificazioni bastionate che cominciavano ad apparire nel primo quarto del sedicesimo secolo al di fuori dell'Italia.
La fortezza si divide in due parti con superficie diseguale separate da un ampio fossato interno e da una cortina. La prima parte, rivolta ad est, è costituita da una vasta piazza d'armi attorno alla quale sono disposti i quartieri per la truppa e le stalle. La seconda parte, chiamata Ridotto, consiste principalmente di un dongione chiamato Torre del Tributo che è una traduzione letterale del suo nome in spagnolo. Questa seconda parte è indipendente dal resto della fortezza e l'unico accesso avviene della piazza d'armi, mediante un ponte levatoio che attraversa il fossato.
L'innovazione di Salses nasce dalla necessità di adattarsi all'evoluzione delle palle per l'artiglieria che da essere costruite in pietra erano divenute metalliche, assai più efficaci.
Le pareti, spesse dai 6 ai 10 metri (15 metri se si tiene conto dello spessore dello zoccolo inclinato che riveste la base delle torri e delle cortine continue), sono costituite principalmente da pietre di forma piuttosto cubica, tagliate in una roccia dura che non fu estratta sul posto ma portata con i carri. 
Questa solida muratura è inframmezzata da molte parti in mattoni pieni, essendo un materiale già noto all'epoca per la sua buona resistenza alle palle da cannone.
La caratteristica più innovativa di Salses, al momento in cui fu costruita, è che l'intera fortezza è semi-interrata e circondata da profondi e ampi fossati. Solo la metà superiore delle torri e delle cortine svetta sul paesaggio circostante, mentre il resto è nascosto agli occhi dell'assalitore.
Il dongione ospitava l'ufficio del governatore, gli uffici degli ufficiali e gli uffici amministrativi.
L'edificio è munito di torrette angolari, ha un cortile interno quadrato, al centro del quale c'è un pozzo. Una labirintica rete di corridoi di comunicazione fu ricavata nel grande spessore delle sue mura.
Il sistema difensivo comprende fossati, numerose feritoie che danno sull'esterno, stretti corridoi difesi da feritoie interne, porte pesanti e cortili interni difendibili con il tiro incrociato. 
Uno degli aspetti più impressionanti e innovativi di questo sistema difensivo è la presenza di tre torri di artiglieria distaccate e avanzate, situate nel fossato appositamente allargato.
Centocinquanta anni dopo, nelle fortificazioni bastionate, tali opere staccate dalla piazzaforte saranno chiamate contro-guardie. 
Questi opere avanzate avevano anche un ruolo di difesa passiva, una sorta di scudo posto di fronte alle altre torri che venivano parzialmente protette dalla loro massa imponente.
Una torre di artiglieria si trova all'angolo nord-est della fortezza, una lungo la cortina nord-est rivolta verso il villaggio di Salses e l'omonimo stagno e infine il barbacane controlla l'ingresso della fortezza.
Queste torri avanzate a forma di ferro di cavallo, hanno la loro parte arrotondata dotata una muratura sporgente che forma uno sperone imclinato. Tale sperone era costruito per evitare che l'attaccante si riparasse alla sua base in una posizione che poteva costituire una zona di angolo morto rispetto alla vista e al tiro dei difensori. 
Inoltre queste torri non erano completamente isolate, in quanto comunicanti con la piazzaforte attraverso corridoi seminterrati situati sul fondo del fossato e chiamati all'epoca caponiere (Più tardi, nel XIX secolo, per caponiera si intenderà un'opera difensiva di natura diversa per sostituire i bastioni angolari nel sistema di forti Séré de Rivières).
Questi corridoi solidamente voltati non erano solo dei semplici mezzi di comunicazione ma erano anche coinvolti nella difesa attiva del fossato attraverso feritoie per tiro per armi con individuali (moschetti).

## Storia
Nel 1496, in seguito alla distruzione del villaggio e del castello di Salses da parte dell'esercito francese, i re cattolici Ferdinando II d'Aragona e Isabella di Castiglia, decisero di costruire la fortezza che venne realizzata in poco tempo, tra il 1497 e il 1504, dall'ingegnere Francisco Ramiro López sul vecchio confine tra la Catalogna e la Francia, di fronte alla fortezza francese di Leucate, poi andata distrutta. La sua costruzione sarebbe costata l'equivalente di 500 kg di oro, equivalente al 20% del bilancio del regno.
Nel 1503, mentre era ancora in costruzione, la fortezza subì e resistette a un primo assedio da parte dei francesi di Luigi XII.
Durante questo assedio ebbe luogo l'esplosione della prima galleria di mina ricordata che farà diverse centinaia di vittime. È possibile che questo episodio abbia avuto luogo nel barbacane che difendeva una seconda porta di accesso ora scomparsa, ma la cui posizione si può ancora osservare nelle importanti tracce presenti sulla muratura della facciata nord. Abbandonando questo bastione distaccato gli spagnoli si sarebbero ritirati nel forte dopo aver minato a loro volta il barbacane con una gran quantità di polvere nera e facendola esplodere. Secondo alcune cronache dell'epoca, 600 soldati francesi furono uccisi o feriti nell'esplosione.
Fu solo dopo questo infruttuoso e micidiale assedio che gli spagnoli procedettero a costruire lo spesso zoccolo in muratura che riveste la base delle cortine e delle torri. In questa occasione furono murate le feritoie e le postazioni di tiro che si trovavano alla base dei muri esterni.
Nel 1538, la fortezza riceve la visita di Carlo V.
Nel 1544, la pace firmata tra Carlo V e Francesco I portò circa un secolo di pace tra Spagna e Francia. Fu in quello stesso periodo che la fortezza cominciò a perdere a poco a poco la superiorità militare che la sua architettura innovativa gli aveva dato in quanto nel frattempo, nel nord Italia, era nata una nuova forma di fortificazione ancora più adatta a resistere all'artiglieria: il piano bastionato.
La fortezza di Salses è ancora una volta assediata durante la guerra dei Trent'anni (1618–1648), per ben tre volte in tre anni: nel 1639, nel 1640 e 1642. Il 20 luglio, 1639, dopo 40 giorni di resistenza, la fortezza cade nelle mani delle truppe francesi comandate da Enrico II di Borbone, Principe di Condé e dal maresciallo Schomberg, governatore della Linguadoca.
Nonostante ciò, la fortezza svolge comunque il suo ruolo perché le truppe francesi non sono in grado di continuare la loro offensiva. Inoltre, ben presto la guarnigione francese formata da due reggimenti per un totale di 2000 uomini sotto il comando di Roger de Bossost, conte di Espenan si ritrova assediata a sua volta da un esercito spagnolo sette volte più grande che riutilizza le opere costruite dai francesi durante il loro assedio e non smantellate. L'assedio dura dal 1º settembre 1639 al 6 gennaio 1640 quando la fame costringe gli assediati ad arrendersi.
Infine, la fortezza è definitivamente conquistata dai francesi il 5 settembre 1642.
Nel 1659 la fortezza perde il suo interesse strategico con la firma del Trattato dei Pirenei, il 16 novembre. 
In effetti, il trattato ratifica l'appartenenza definitiva del Roussillon alla Francia e la fortezza si trova così lontana dal confine.
In diverse occasioni, già nel 1685, poi nel 1718 e infine nel 1726, si espresse l'idea di radere al suolo la fortezza a causa del costo del suo mantenimento ma anche la sua sopravvivenza fino ad oggi fu dovuta al costo proibitivo della sua distruzione.
Nei secoli la fortezza di Salses ebbe la funzione di prigione di stato e poi, brevemente dal 1793 al 1804, la fortezza ospitò ancora una guarnigione.
Dal 1886 la fortezza di Salses è classificata Monument historique della Francia ed è visitabile a pagamento.

## Galleria d'immagini

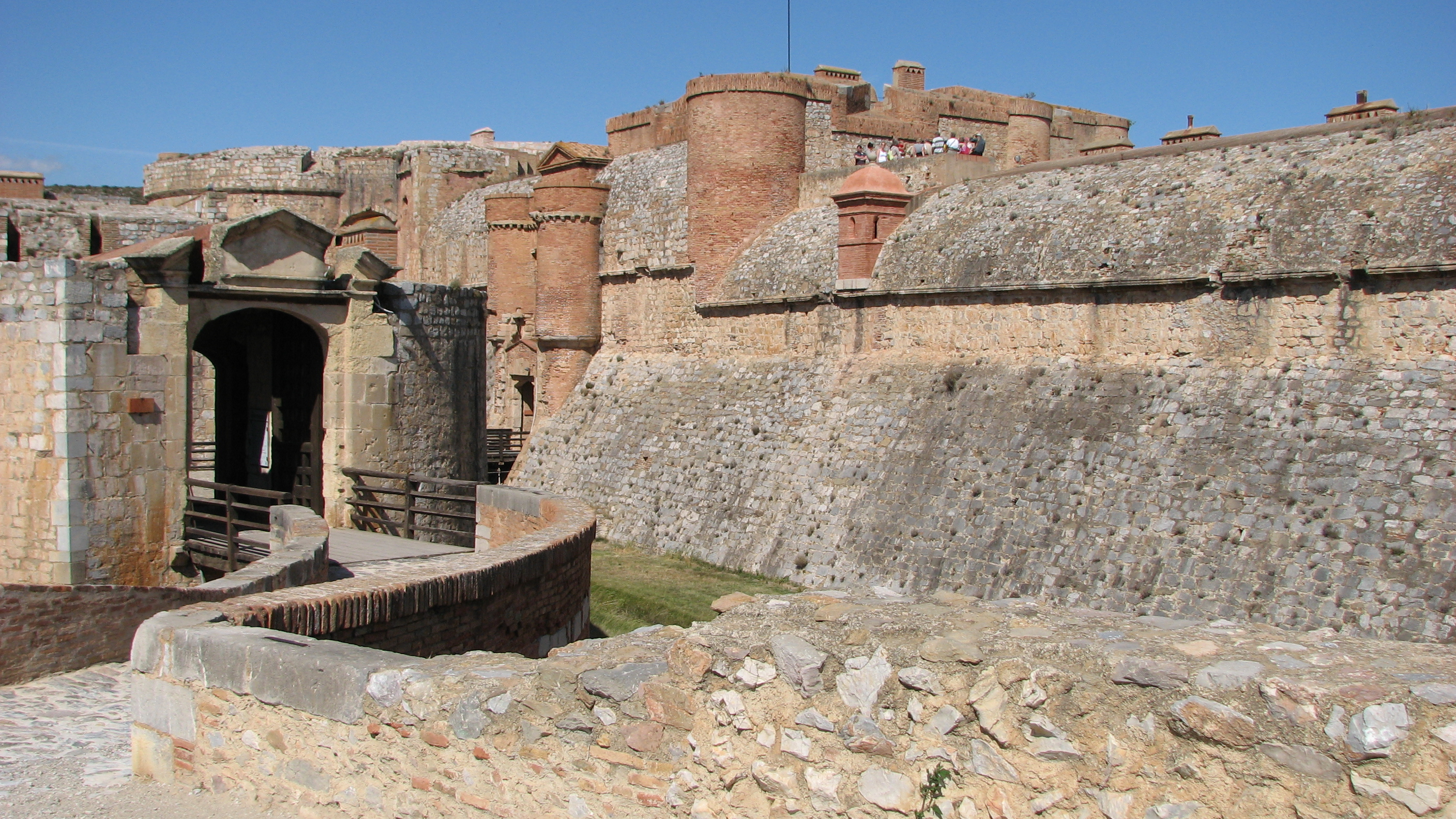
Rivellino all'ingresso
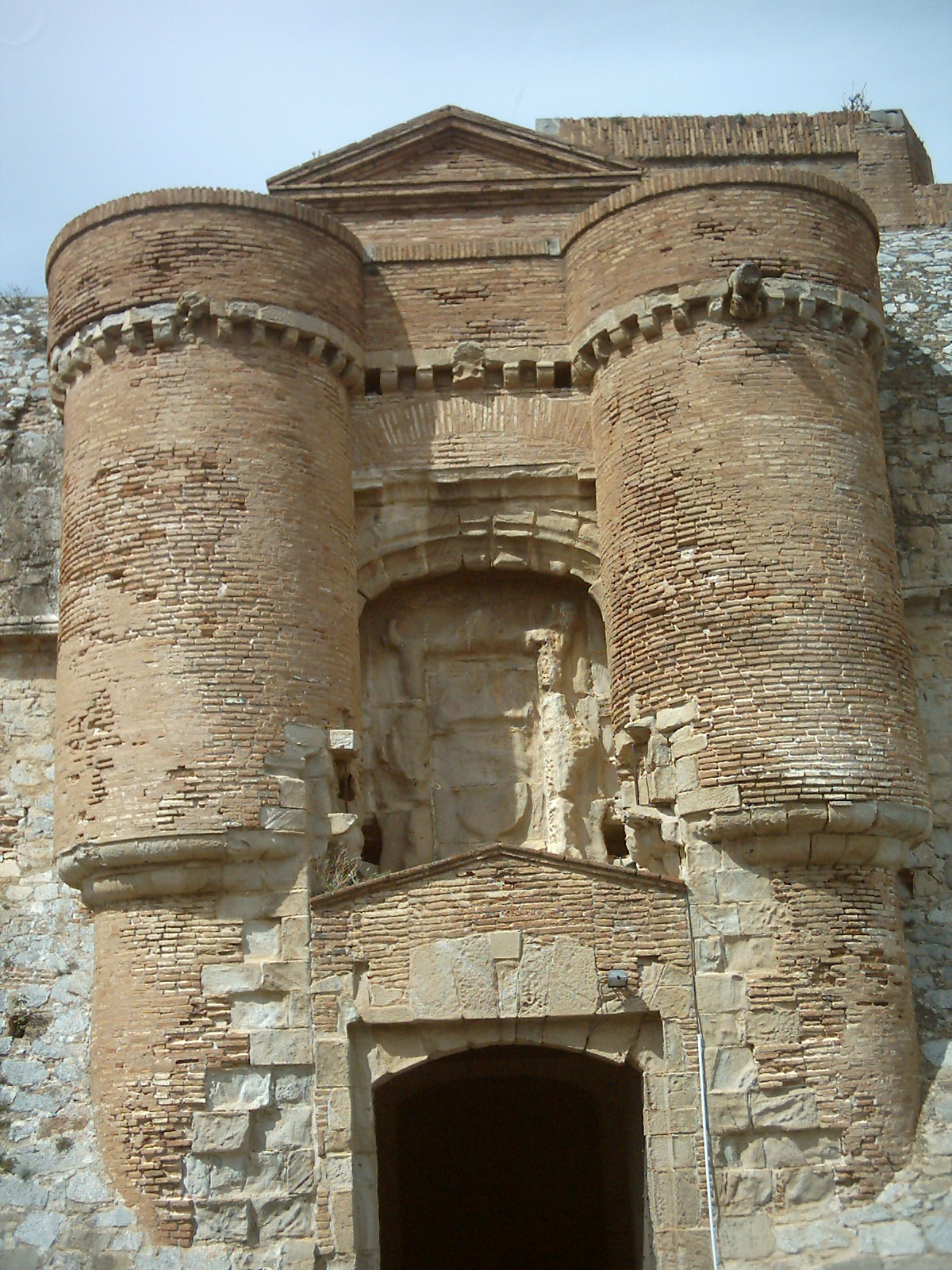
L'entrata
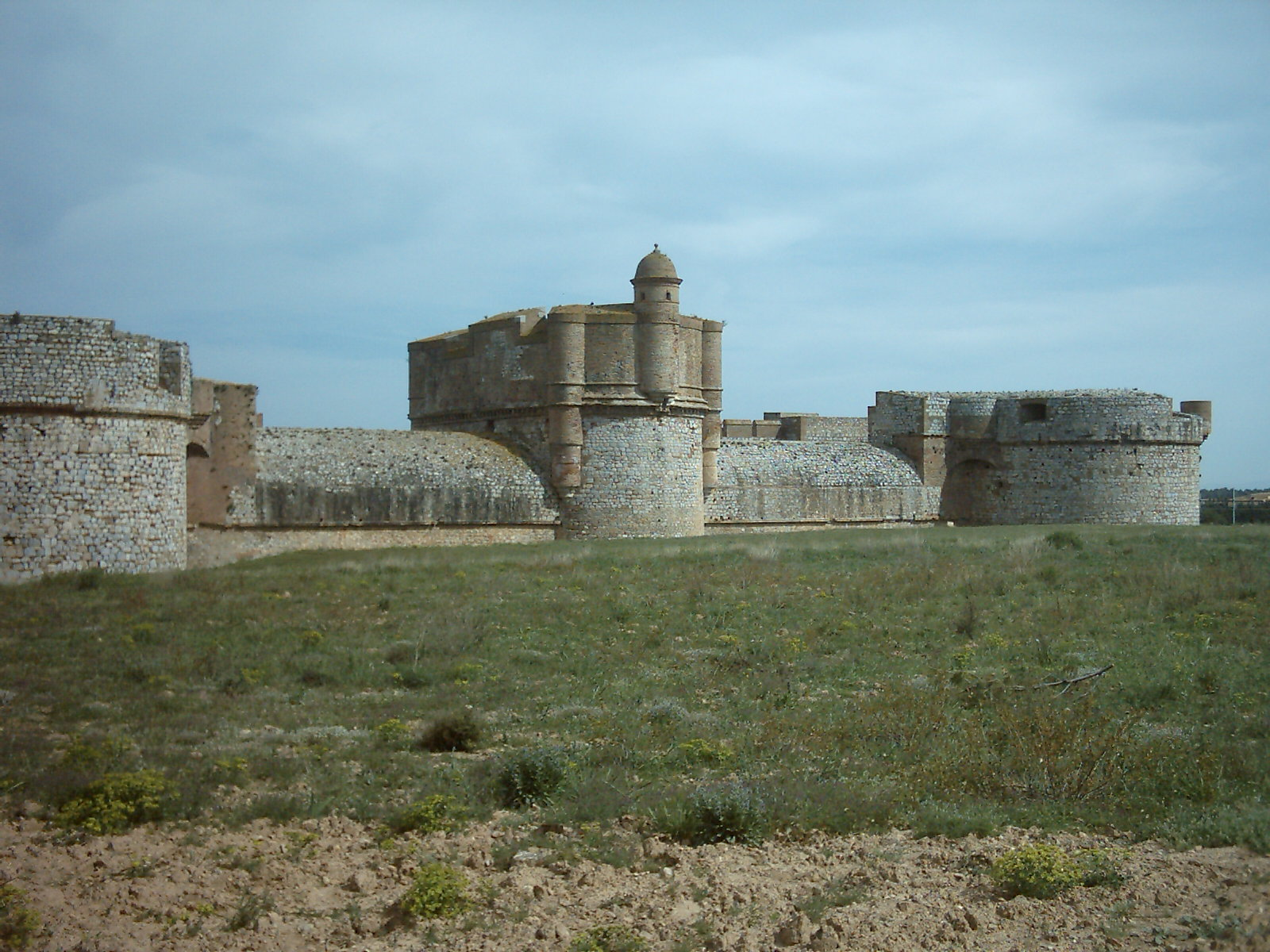
Vista della fortezza e del dongione ed elevazione sul paesaggio circostante
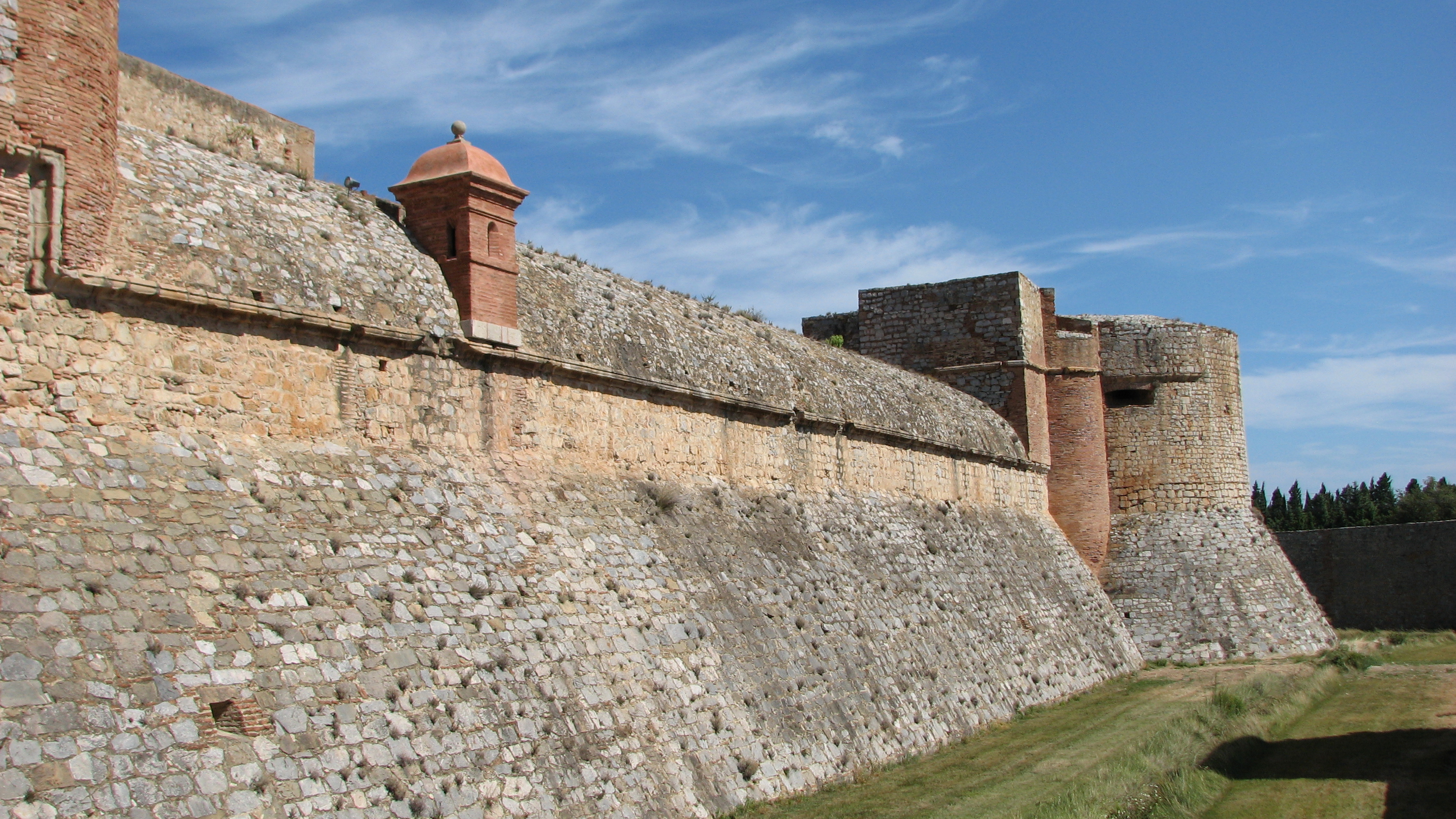
La base delle mura a scarpa
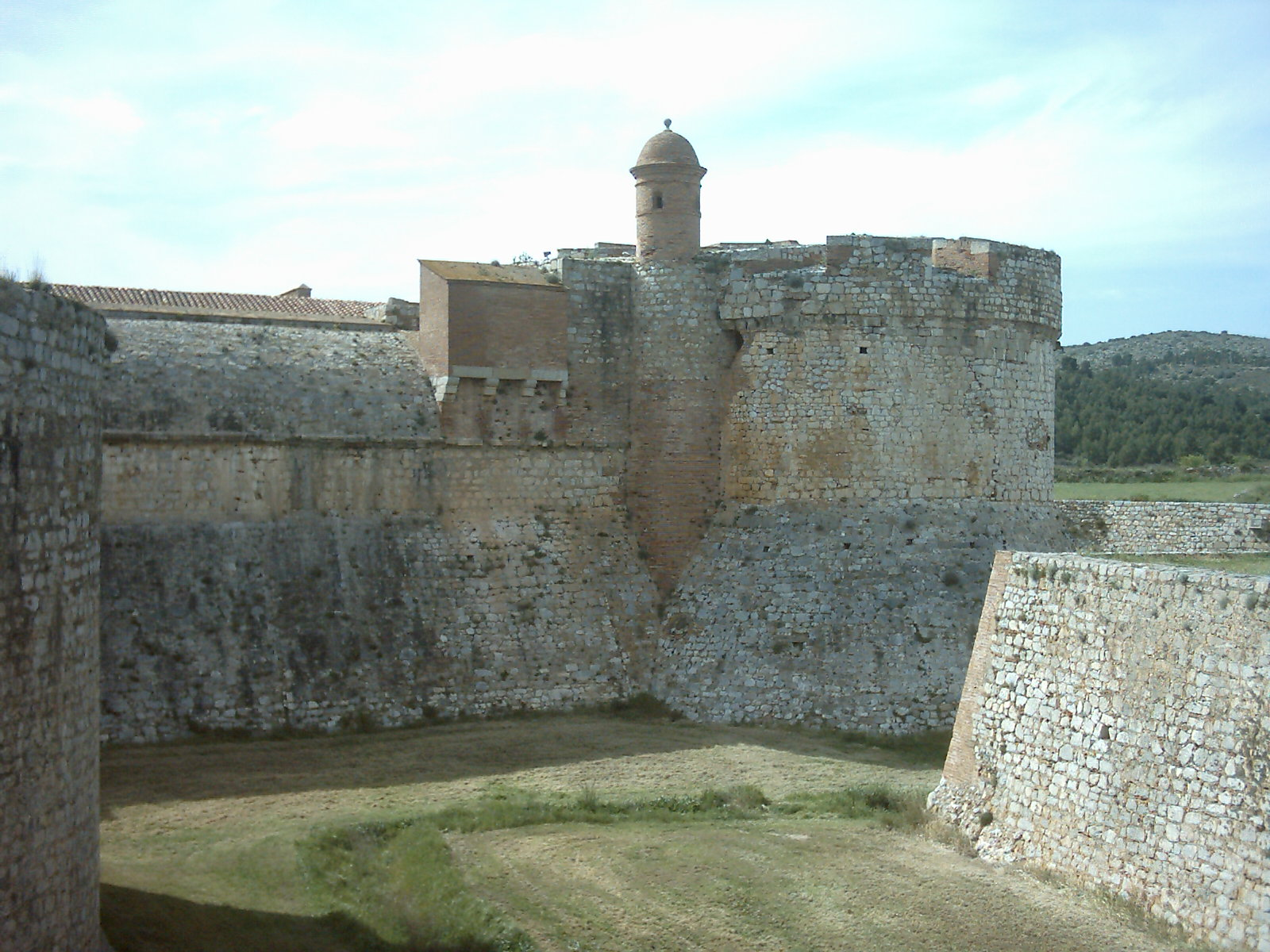
Il fossato
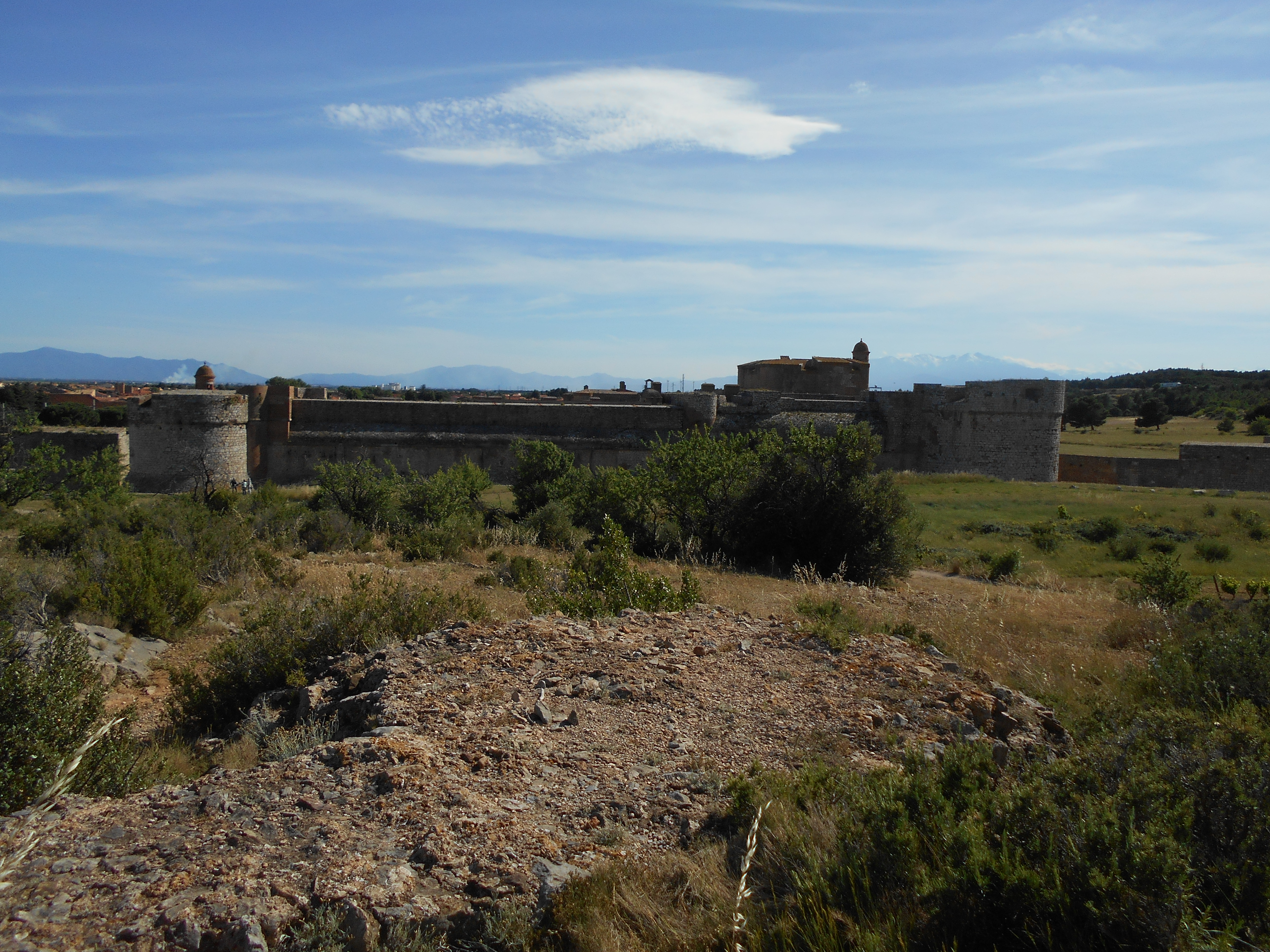
La fortezza con, in primo piano, i resti del castello medioevale di Salses
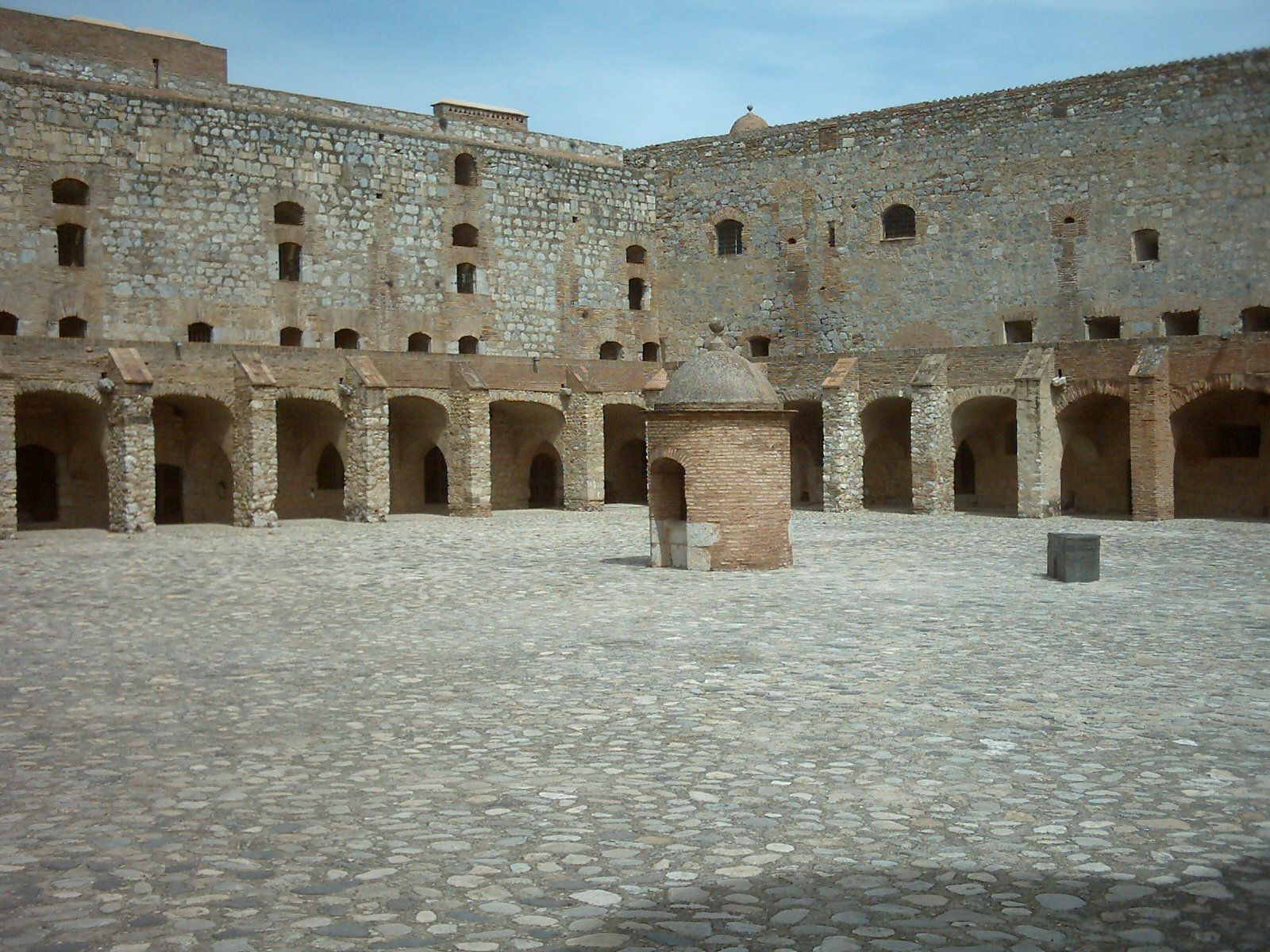
Il cortile interno e il pozzo
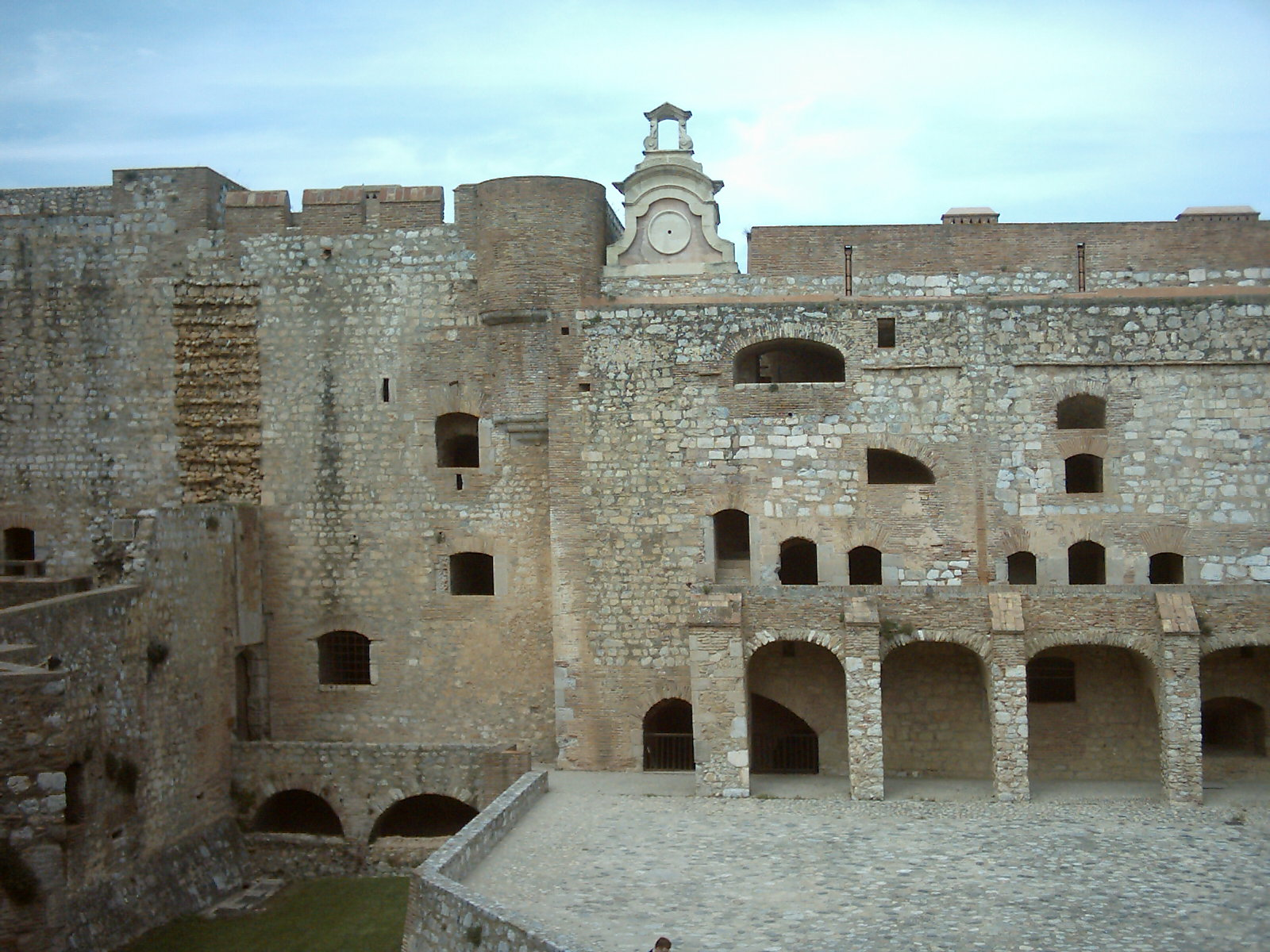
Il cortile interno
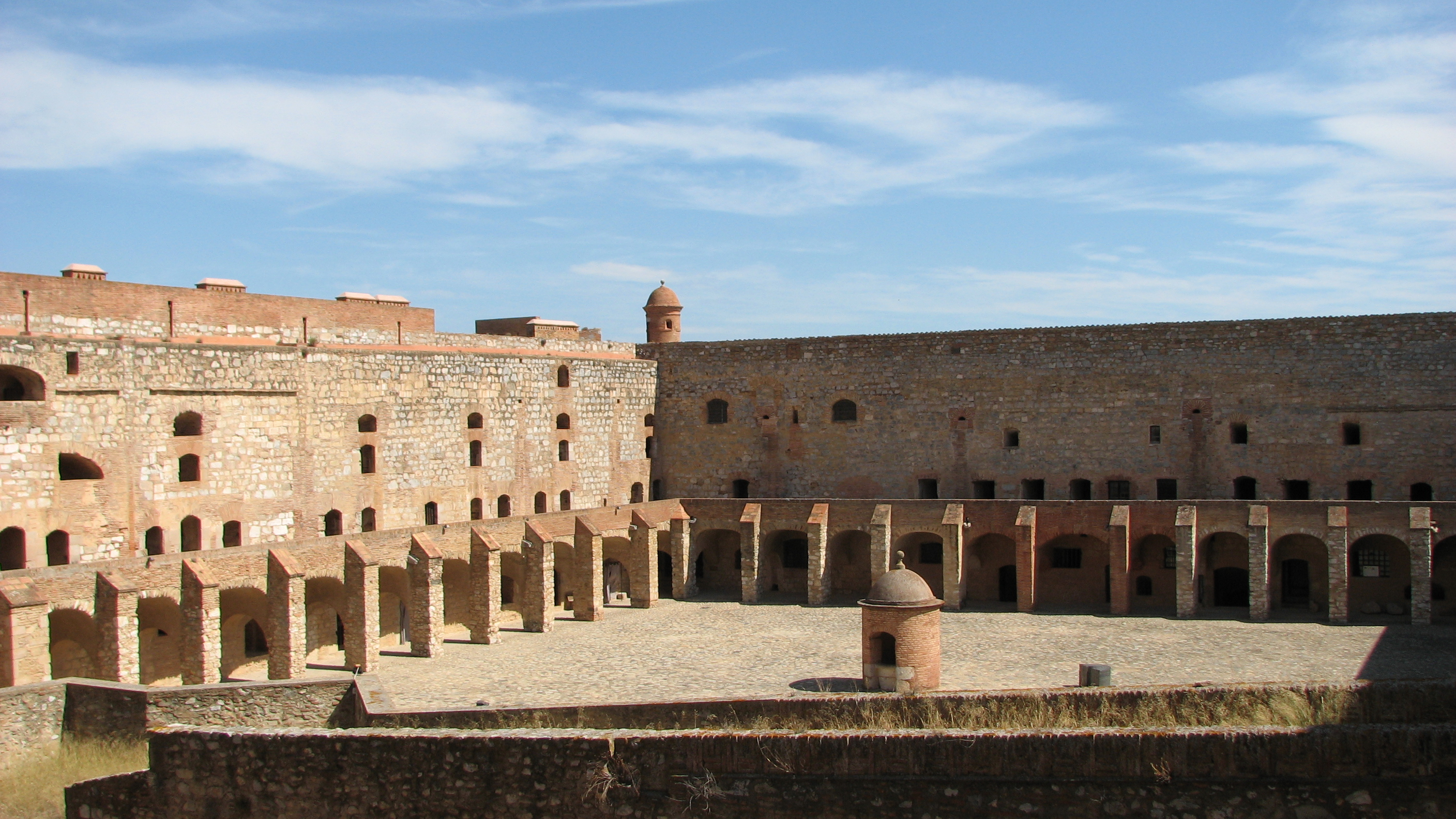
Il cortile interno